# پردیتا فلیسین
پردیتا فلیسین (به انگلیسی: Perdita Felicien) دونده زن اهل کانادا بود. از افتخارات وی میتوان به کسب مدال طلا دو ۱۰۰ متر بامانع در مسابقات جهانی دو و میدانی ۲۰۰۳ اشاره کرد.